# Gideon Mensah
Gideon Mensah (ur. 18 lipca 1998 w Akrze) – ghański piłkarz występujący na pozycji obrońcy we francuskim klubie AJ Auxerre oraz w reprezentacji Ghany. Wychowanek WAFA, w trakcie swojej kariery grał także w takich zespołach, jak Liefering, Sturm Graz, Zulte Waregem, Vitória Guimarães, Girondins Bordeaux oraz Red Bull Salzburg.